# Landelles-et-Coupigny
Landelles-et-Coupigny är en kommun i departementet Calvados i regionen Normandie i norra Frankrike. Kommunen ligger i kantonen Saint-Sever-Calvados som ligger i arrondissementet Vire. År 2022 hade Landelles-et-Coupigny 827 invånare.

## Befolkningsutveckling
Antalet invånare i kommunen Landelles-et-Coupigny
Referens: INSEE